# Lorenz Hastenteufel
Lorenz Hastenteufel (* 21. November 1904 in Ransbach; † 2. Juli 1977 in Montabaur) war ein deutscher Politiker (CDP/CDU).

## Leben
Hastenteufel war Schreinermeister.
In der Weimarer Republik und der Zeit des Nationalsozialismus war er nicht politisch tätig. 1934 wurde er Mitglied der DAF und 1940 Mitglied der NSV (Helfer)
Nach dem Zweiten Weltkrieg trat er der CDP bei, aus der später der rheinland-pfälzische Landesverband der CDU hervorging. Für diese war er 1946/47 Mitglied der Beratenden Landesversammlung. Dort war er Schriftführender Abgeordneter und  Mitglied im Ernährungs- und Versorgungsausschuss.